# Tandglada
Tandglada (Harpagus bidentatus) är en sydamerikansk fågel i familjen hökar inom ordningen hökfåglar.

## Utseende
Tandgladan är en 29–35 cm lång rovfågel med ett utseende som mest påminner om en ’’Accipiter’’-hök. Huvudet är mörkgrått, med röda ögon och gröngul vaxhud. På näbben har den unikt två hack på tuggytan, vilket gett den sitt namm, men det är svårt att se.
Ovansidan är ljusare grå medan stjärten är svartaktig med tre gråaktig band och likfärgad spets. På strupen syns ett mörkt centralt längsgående band. Undertill är den rostfärgad på bröst och buk hos nominatformen, med gråvit tvärbandning på buken och ibland även på nedre delen av bröstet. Nordliga fåglar (fasciatus) är kraftigare bandad på bröst och övre delen av buken, med något mindre roströd grundton.
Hos båda underarterna är honan både större och mer färgglad. Ungfågeln är brun ovan, undertill vitaktig till beigefärgad med kraftig längsgående streckning. I flykten ses den kretsa med kupade vingar och stängd stjärt, med den vita undergumpen synligt uppuffad vid stjärtroten.

## Utbredning och systematik
Tandglada delas upp i två underarter med följande utbredning:
- Harpagus bidentatus fasciatus – förekommer från sydöstra Mexiko till västra Colombia och västra Ecuador.
- Harpagus bidentatus bidentatus – förekommer från östra Colombia och Ecuador genom Amazonområdet till sydöstra Brasilien.

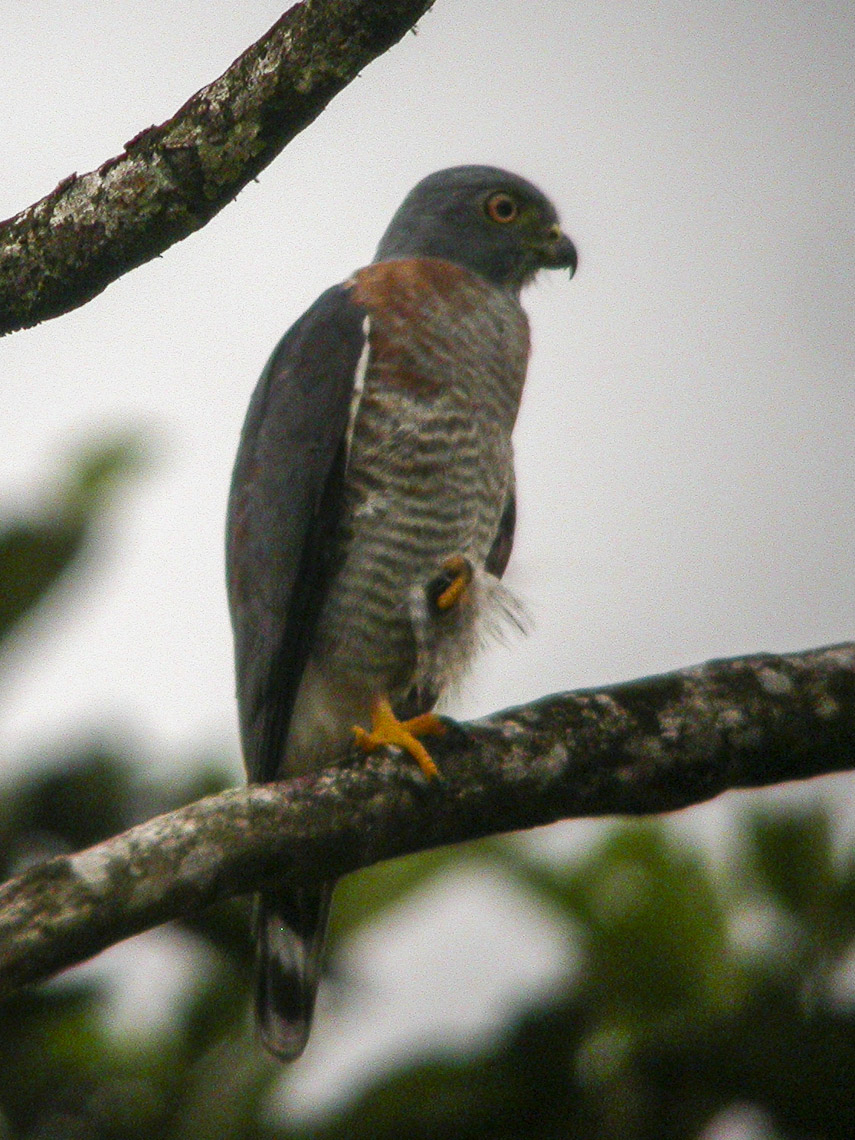
Tandglada i Ecuador.

Arten är mestadels stannfågel, men ett fynd finns av en ungfågel i Texas i USA i början av maj 2011. Flera vårfynd finns också från Ambergris Caye utanför Belize.

## Levnadssätt
Tandgladan hittas i låglänta skogar och ses ofta kretsflyga enstaka eller i par på morgonen. Den kan också följa apor genom trädtaket för att fånga insekter och ödlor som de skrämmer upp. 

## Status och hot
Arten har ett stort utbredningsområde och en stor population, men tros minska i antal, dock inte tillräckligt kraftigt för att den ska betraktas som hotad. IUCN kategoriserar därför arten som livskraftig (LC). Världspopulationen uppskattas till mellan en halv och fem miljoner individer.